# Ilie G. Murgulescu
Ilie G. Murgulescu (Cornu, 1902. január 27. – Bukarest, 1991. október 28.) román kémikus, politikus. A modern román fizikai kémia úttörő egyénisége, a Román Akadémia fizikai kémiai kutatóintézetének alapítója, 1953–1956 és 1960–1963 között Románia oktatási minisztere volt.

## Élete
Az általános iskolát Dolj megyei szülőfalujában végezte el, majd szülei Craiovába íratták be gimnáziumba. Egyetemi tanulmányait a kolozsvári, akkori nevén I. Ferdinánd Király Tudományegyetemen végezte el, s 1928-tól a temesvári Szervetlen Kémiai Laboratórium munkatársaként dolgozott. 1930-ban került sor kémiai doktori védésére, Gheorghe Spacu irányításával megírt disszertációjának tárgya a tioszulfát-anionok reakciója rézkomplexekkel volt. 1932–1933-ban a Lipcsei Egyetem fotokémiai laboratóriumában végzett kutatásokat Fritz Weigert keze alatt. Ezekben az években készítette el fizikai doktori disszertációját is Werner Heisenberg és Șerban Țițeica segítő irányítása mellett. 1934-ben a Temesvári Műegyetemen helyezkedett el mint fizikai kémiai és analitikai kémiai előadó. 1945-ben a tanintézet professzorává, 1947-ben pedig rektorává nevezték ki.
1948-ban a Román Akadémia levelező, 1952-ben pedig rendes tagjává választotta. 1949 őszén a Bukaresti Egyetem fizikaikémia-professzorává és rektorává nevezték ki. Egy évvel később, 1950 szeptemberében megvált a rektori hivataltól, s a közoktatási miniszter helyettese lett. 1953 januárjában felsőoktatási, ugyanazon év októberében oktatási miniszterré nevezték ki. Posztjától 1956 novemberében kellett megválnia, miután kiderült, hogy fia részt vett a romániai diákság által szervezett, a magyar forradalom melletti szimpátiatüntetéseken. 1960 januárjában azonban ismét megbízták az összevont oktatási és kulturális tárca vezetésével, s azt követően, hogy a minisztériumot 1962 júniusában kettéválasztották, még egy évig, 1963-ig ült az oktatási bársonyszékben.
1959 decemberétől a Román Akadémia alelnöki tisztét is betöltötte, 1963–1966 között pedig elnökként ő irányította a tudományos intézet munkáját. 1963-ban megalapította és 1977-ig vezette a Román Akadémia Fizikai Kémiai Kutatóközpontját, amely napjainkban az ő nevét viseli (Ilie G. Murgulescu Fizikai Kémiai Kutatóintézet). Éveken keresztül szerkesztette az akadémiai kiadású Revue Roumaine de Chimie és a Ștudii și Cercetari de Chimie című szakfolyóiratokat. Mindeközben 1949-től megszakítás nélkül oktatott bukaresti katedráján, egészen 1972-es nyugdíjazásáig. 1973-ban tudományos munkásságáért a Magyar Tudományos Akadémia tiszteleti tagjává választotta.
Murgulescu kutatási érdeklődése rendkívül széles spektrumot ölelt fel a szervetlen és az analitikai kémia tárgykörén belül. Komplex vegyületek spektroszkópiai és konduktometriai vizsgálata mellett foglalkozott elektrolitoldatok törésmutatójával, fotokémiai sajátságaival és bomlási mechanizmusaival, heterogén katalitikus folyamatokkal, a metán termikus bomlásának mechanizmusával, a króm-, nikkel- és mangánanódok passzivitásával, disszociációs egyensúllyal, aktivitási együtthatók meghatározásával, olvadékok sajátságaival. Számos analitikai kémiai módszert dolgozott ki.